# 6400 Georgealexander
6400 Georgealexander eller 1991 GQ1 är en asteroid i huvudbältet som upptäcktes 10 april 1991 av den amerikanske astronomen Eleanor F. Helin vid Palomar-observatoriet. Den är uppkallad efter George Alexander.
Asteroiden har en diameter på ungefär 12 kilometer.